# Fiat Cinquecento
O Cinquecento é um modelo de porte citadino da Fiat.
Foi produzido entre os anos de 1957 e 1975, relançado numa nova versão de 1991 até 1997 e substituído pelo Fiat Seicento. Recentemente, em 2007, a Fiat retomou sua produção, numa versão maior e mais moderna (Fiat Nuova 500).